# Дюшерон, Николя
Николя Дюшерон (фр. Nicolas Ducheyron; 1770—1800) — французский военный деятель, полковник (1793 год), участник революционных войн.

## Биография
Поступил на военную службу 2 октября 1791 года во 2-й батальон Верхней Вьенны. Служил в Северной армии.
11 июня 1793 года произведён в капитаны и назначен адъютантом генерала Журдана, 29 сентября 1793 года получил звание командира батальона, и вошёл в штаб Северной армии. 1 октября 1793 года произведён в полковники. 11 марта 1794 года переведён в Мозельскую армию, 30 сентября 1794 года – в Самбро-Мааскую армию.
11 октября 1794 года произведён в бригадные генералы, однако 22 июня 1795 года Николя отказался от повышения, чтобы остаться в штабе Самбро-Мааской армии.
12 января 1798 года присоединился к армии Англии, и 6 апреля 1798 года принял командование 9-м гусарским полком. Он участвовал в 1798 и 1799 годах в кампаниях Дунайской и Гельветической армий.
В 1800 году он был назначен в Рейнскую армию, и участвовал в сражениях при Энгене 3 мая и Mескирхе 4 и 5 мая. Дюшерон был убит 16 декабря 1800 года при переправе через реку Зальцах в Зальцбурге.

## Воинские звания
- Младший лейтенант (2 мая 1792 года);
- Лейтенант (январь 1793 года);
- Капитан (11 июня 1793 года);
- Командир батальона штаба (29 сентября 1793 года);
- Полковник (1 октября 1793 года);
- Бригадный генерал (11 октября 1794 года, отказался от чина 22 июня 1795 года).